# 빌레 리톨라
빌호 에이노 "빌레" 리톨라(핀란드어: Vilho Eino "Ville" Ritola, 1896년 1월 18일 ~ 1982년 4월 24일)은 핀란드의 장거리 육상 선수였다. 그는 1920년대에 올림픽에서 8개의 메달(금메달 5개, 은메달 2개)을 딴 그는 '나는 핀란드인' 중 하나로 불렸다.

## 생애
페래세이내요키(현재의 세이내요키)에서 태어난 리톨라는 17세 때에 미국으로 이주하였다. 미국에서 핀란드계 미국인 육상 클럽에 가입한 리톨라는 1912년 스톡홀름 올림픽 후에 미국으로 이주한 하네스 콜레마이넨과 함께 훈련하였다. 콜레마이넨은 리톨라를 1920년 안트베르펀 올림픽 팀에 가입시키려 하였으나, 리톨라는 아직 준비가 안 되었다고 한다.
1924년 파리 올림픽에서 4개의 금메달과 2개의 은메달을 획득하였다. 그의 첫 종목 10000m에서 파보 누르미의 결석과 함께 리톨라는 반 왕복에 우승하였고 12초 이상에 의하여 자신의 세계 기록을 지웠다. 3일 후에 3000m 장애물경주에서 75m에 의하여 우승하였고, 다음 날에 5000m에서 누르미의 뒤로 2위를 하였다.
개인 크로스컨트리에서도 누르미에 밀려 2위를 하였고, 팀 종목에서는 1위를 하였다. 결국 리톨라는 3000m 경주를 우승하는 데 누르미에 가입하였다.
1928년 암스테르담 올림픽에서 리톨라는 10000m에서도 누르미에 밀려 2위로 왔다. 그의 마지막 올림픽 출연은 5000m였으며, 이때 리톨라는 마지막 굴곡에서 누르미를 앞지르면서 12m에 의하여 우승을 하였다.
이 대회 후 육상에서 은퇴한 리톨라는 1971년 핀란드로 귀국하였으며, 헬싱키에서 86세의 나이로 사망하였다.

## 같이 보기
- 올림픽 다관왕 목록